# Кулеш
Куле́ш (кулиш) — жидкая кашица, похлёбка, в традиционном виде, как правило, состоящая из пшённой крупы (проса) и сала, с добавлением других ингредиентов.
Согласно словарю Даля, «жидкая похлебка с солониной из горохового толокна с салом и пр».
Кулинарный словарь Вильяма Похлёбкина определяет кулеш как:
- редкую мучную кашу с салом (белорусское национальное блюдо) и
- пшённую кашицу со шкварками и луком (украинское, южнорусское и казацкое блюдо).

Кулеш — блюдо, встречающееся чаще всего в населённых этническими украинцами областях, на границе России и Украины: на Белгородчине, в Воронежской области, в западных районах Ростовской области и Ставропольщины, а также практически по всей Украине (кроме запада страны). Само слово «кулеш» — венгерского происхождения. Кёлеш (венг. köles) по-венгерски — «просо», «пшено».
Известен «казачий», он же «плавневый» кулеш — вариант каши запорожских казаков. Его готовили во время походов оторванные от основных пищевых запасов казаки, укрываясь на своих челнах-чайках в плавнях Великого Луга после набега на турок.
Крупу в этом кулеше заменяли лишённые хлорофилла подводные прикорневые части водных растений, таких как рогоз и подобных. Они сочные, мягкие, с высоким содержанием крахмалов, сахаров, гликозидов.
Крупа в кулеш годится любая, но лучше, если она разваривается. Это могла быть и пшеница, как ядрица, так и рушница (мука самого грубого помола).